# Sussie Juhlin-Wallén
Sussie Juhlin-Wallén (geboren 1976 in Stockholm) ist eine schwedische Kostümbildnerin, die häufig mit der britischen Regisseurin Katie Mitchell zusammen arbeitet.

## Leben und Werk
Juhlin-Wallén studierte am Wimbledon College of Arts in London und gestaltete bereits während ihres Studiums Bühnenbilder und Kostüme. Von 2009 bis 2011 war sie Kostümbildnerin für drei Produktionen von The Circus Space beim Festival Watch this Space am National Theatre in London. 2012 zeichnete sie verantwortlich für die Kostüme der Bühnenfassung von Brimstone & Treacle von Dennis Potter am Londoner Arcola Theatre, Regie führte Amelia Sears.
Seit 2012 besteht eine intensive Zusammenarbeit mit Katie Mitchell.

## Theaterproduktionen mit der Regisseurin Katie Mitchell
- 2012 Reise durch die Nacht – Schauspiel Köln, im Folgejahr auch beim Berliner Theatertreffen und beim Festival d’Avignon
- 2013 Say it with Flowers – Hampstead Theatre London
- 2014 Wunschloses Unglück – Burgtheater Wien (Kasino am Schwarzenbergplatz)
- 2014 Forbidden Zone – Salzburger Festspiele, danach auch an der Schaubühne am Lehniner Platz, Berlin